# 凡一站 (釜山地铁)
凡一站（：／ Beomil yeok */?）是釜山地鐵1號線沿線的一座地下車站，位於韓國釜山廣域市東區凡一洞。

## 車站結構
站體為2面2線側式月台的地下車站，候車月台設有月台幕門，並有12處出口。
本站無法轉乘對向列車。

### 月台配置
| 佐川 ↑   |
| \| 上    |
| ↓ 凡內谷 |

| 月台 | 路線               | 目的地                     |
| ---- | ------------------ | -------------------------- |
| 上行 | ●釜山都市铁道1号线 | 多大浦海水浴場方向         |
| 下行 | ●釜山都市铁道1号线 | 西面、釜田、蓮山、老圃方向 |

## 歷史
- 1987年5月15日：凡一洞站（범일동역）落成啟用。
- 2010年2月24日：改為現在名稱。

## 車站周邊
- 釜山鎮市場
- 自由市場
- 平和市場
- 中央市場
- 現代百貨釜山店
- 釜山市民會館（朝鲜语：부산시민회관）
- 釜山市民殯儀館
- 東釜山郵局
- 凡川2洞郵局
- 凡川1洞派出所
- 凡一119消防安全中心
- 凡一站（韓國鐵道公社）

## 圖片

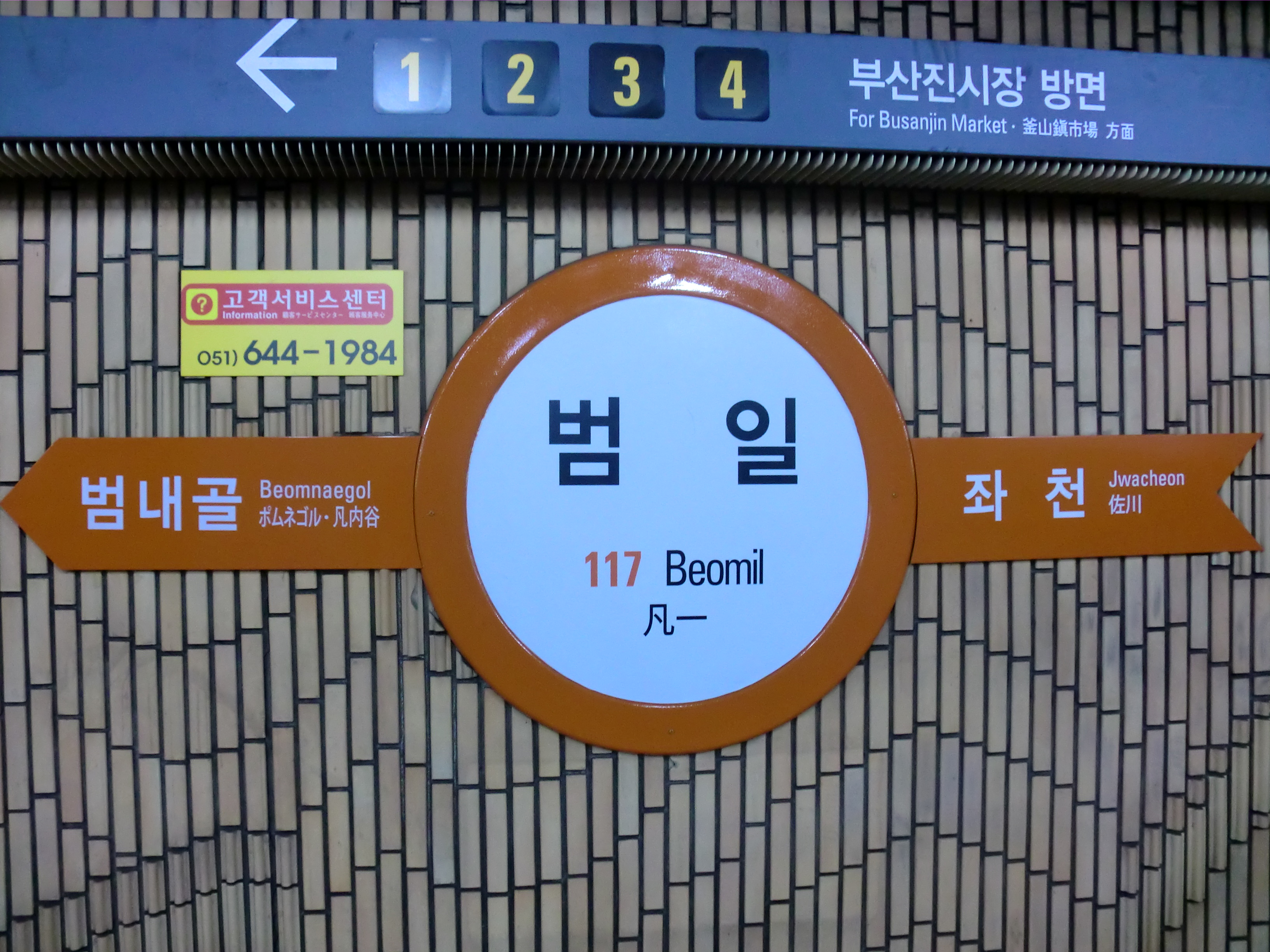
站名牌
車站內部
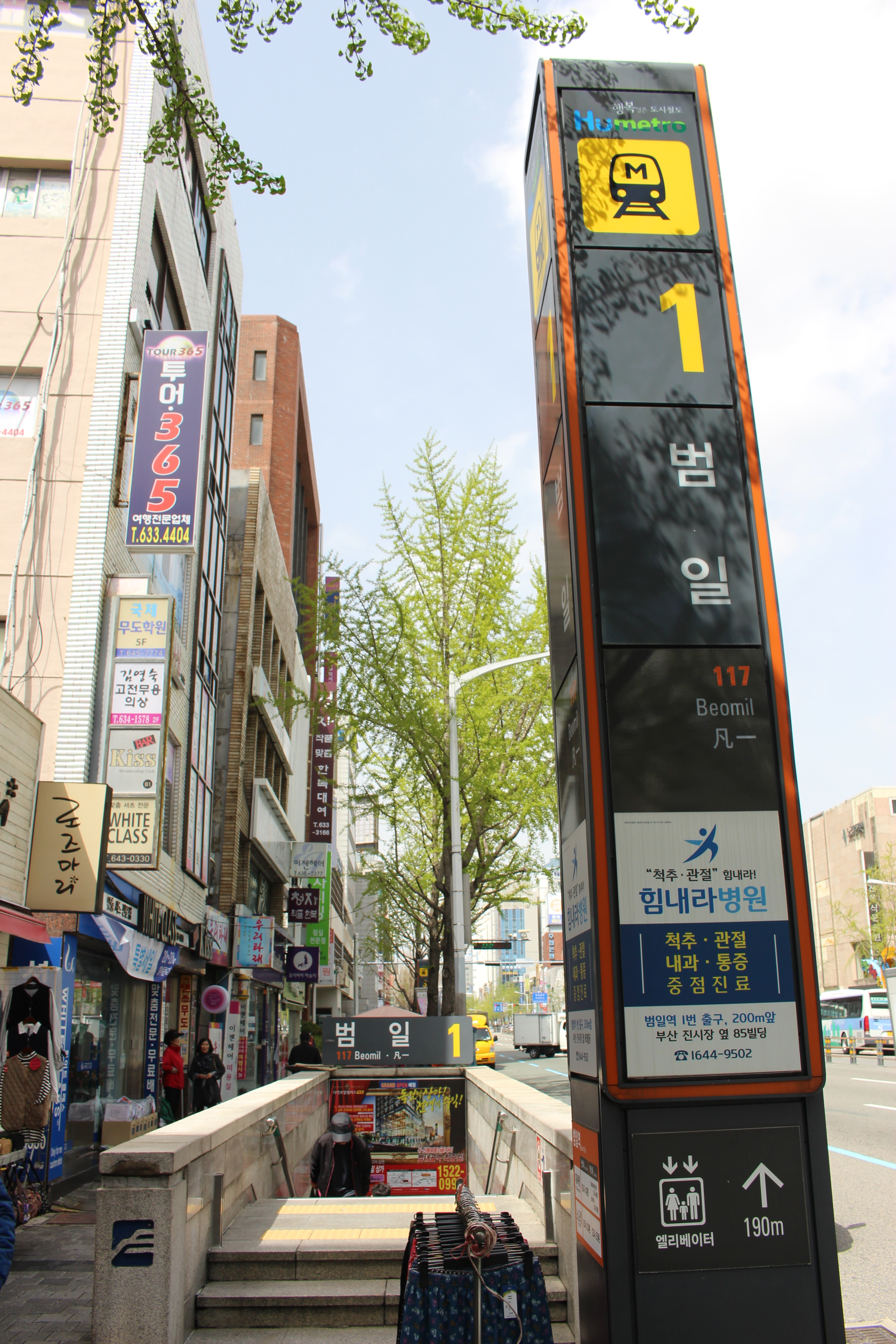
1號出口
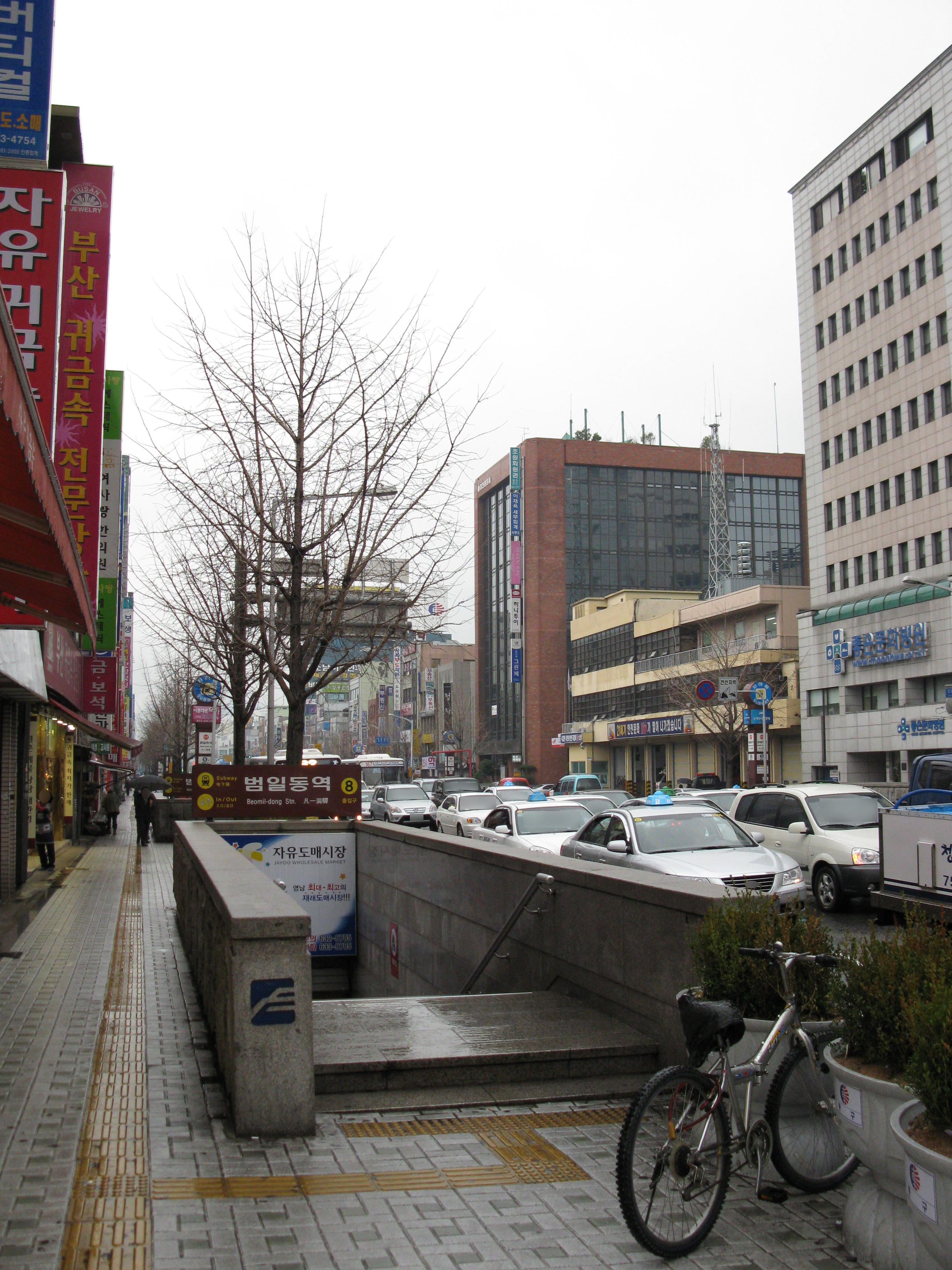
8號出口

## 相鄰車站
釜山交通公社
●釜山都市铁道1号线
佐川（116）－佐川（116）－凡內谷（118）